# Melissa Belote
Melissa Belote (Washington D. C., Estados Unidos, 16 de octubre de 1956) es una nadadora estadounidense retirada especializada en pruebas de estilo espalda, donde consiguió ser campeona olímpica en 1972 en los 100 y 200 metros.

## Carrera deportiva
En los Juegos Olímpicos de Múnich 1972 ganó la medalla de oro en 100 y 200 metros espalda —con un tiempo de 2:19.19 segundos que fue récord del mundo—, y en cuanto a las pruebas por equipo, ganó también el oro en los 4 x 100 metros estilos (nadando el largo de espalda), por delante de Alemania del Este y Alemania del Oeste (bronce).
Y en el Campeonato Mundial de Natación de 1973 celebrado en Belgrado ganó el oro en 200 metros espalda, y plata en 100 metros espalda y 4 x 100 metros estilos.